# Difluoracetylen
Difluoracetylen ist das Perfluorcarbon-Äquivalent zu Ethin (C2H2). Das wie Ethin lineare Molekül ist nur schwierig herzustellen, bei hoher Explosionsgefahr und niedrigen Ausbeuten.

## Gewinnung und Darstellung
Difluoracetylen kann durch Vakuumpyrolyse von 4,5,6-Trifluor-1,2,3-triazin bei 700 °C gewonnen werden.

## Eigenschaften
Difluoracetylen ist eine leichtflüchtige Verbindung, die bei Flüssigstickstofftemperatur kondensiert. Es ist extrem instabil und zerfällt bei Raumtemperatur schnell. Auch in kondensierter Form bei −196 °C zerfällt die Verbindung langsam.